# Separados por el odio
Separados por el odio (título original: Divided by Hate) es un telefilme canadiense-estadounidense de drama y romance de 1997, dirigido por Tom Skerritt, escrito por Leonard Gross y Dennis O’Flaherty, musicalizado por Joseph Conlan, en la fotografía estuvo Reed Smoot y los protagonistas son Dylan Walsh, Andrea Roth y Jim Beaver, entre otros. Este largometraje fue producido por Front Street Pictures, Great Falls Productions, MCA Television Entertainment (MTE) y USA Cable Network; se estrenó el 12 de agosto de 1997.

## Sinopsis
Trata acerca de un hombre que hace frente solo a un grupo de supremacía blanca, estos persuadieron a su mujer con el objetivo de que se uniera a ellos.